# Lesbianas radicales
El movimiento de lesbianas radicales (lesbiennes radicales en francés) empezó en Francia en 1980, y se convirtió en organización en 1981 bajo el nombre de Front des Lesbiennes Radicales (FLR). Una filial de este movimiento se desarrolló poco después en la provincia francófona de Quebec.

## Similitudes y diferencias con el feminismo lésbico
Los principios del lesbianismo radical de esta organización son similares a los del feminismo lésbico, llamado lesbian separatism en inglés, aunque hay algunas diferencias básicas. En el prólogo del libro de Monique Wittig, The Straight Mind, la lesbiana radical de Quebec Louise Turcotte explica sus puntos de vista de que «las lesbianas radicales han encontrado un consenso básico en considerar a la heterosexualidad como un régimen político que debe ser derrocado». Turcotte señala que las lesbianas separatistas solo «crean una nueva categoría (la separación de los hombres y la cultura heterosexual)» y que el objetivo del movimiento radical lésbico es la «destrucción del marco existente del régimen político heterosexual». Turcotte alude al discurso de Adrienne Rich en su emblemático ensayo, Compulsory Heterosexuality and Lesbian Existence, señalando que Rich describe a la heterosexualidad como una institución política violenta que tiene que ser «impuesto, dirigido, organizado, publicitado y mantenido por la fuerza». Rich ve la existencia de las lesbianas como un acto de resistencia hacia esta institución, pero también como una opción individual, mientras que los principios del lesbianismo radical ven el lesbianismo como una necesidad, y considera que para su existencia necesita mantenerse fuera de la influencia de la esfera de la política heterosexual.

### Influencia de Monique Wittig
El FLR, o las lesbianas radicales, se inspiraron en las palabras y textos de la filósofa francesa Monique Wittig", y sus teorías filosóficas empezaron en el grupo parisino Questions Feministes. El ensayo de Wittig de 1981 titulado Una no nace mujer, aludiendo a la observación de Simone de Beauvoir, proponiendo que las lesbianas no son mujeres; ya que «lo que te convierte en mujer es una relación social específica con un hombre, una relación que hemos llamado previamente servidumbre, una relación que implica obligaciones personales y físicas además de obligaciones económicas, (...) una relación de la que las lesbianas escapan rechazando convertirse o seguir siendo heterosexuales». Wittig también creía que «el lesbianismo proporcionaba ... la única forma social en la que se puede vivir libremente».
Gabriele Griffin denomina las obras de Witting «parte de un gran debate acerca de cómo el heteropatriarcado y su opresión sobre las mujeres debe ser resistido».

## Lesbianas radicales en Quebec
El movimiento se desarrolló principalmente en los años 1980 y 1990 siguiendo la influencia los periódicos francófonos lésbicos en Quebec, entre los que estaban Amazones D'hier: Lesbiennes D'aujourd'hui, Treize, y L'evidante lesbienne. Este también fue un periodo de gran fuerza de las publicaciones lésbicas en lengua francesa en general, con ejemplos como Editions nbj y Oblique Editrices, y librerías como L'Essentielle en Montreal.